# Molly Blixt Egelind
Molly Blixt Egelind (ur. 20 listopada 1987) – duńska aktorka filmowa i teatralna. Znana z filmu Wesele w Sorrento (2012). 

## Życiorys i kariera artystyczna
Molly Maria Blixt Egelind jest córką aktorki Søs Egelind i operatora filmowego Bjørna Blixta.
Zadebiutowała w 2002 roku w filmie Okay Jespera W. Nielsena. Zdobyła popularność w filmie Wesele w Sorrento wyreżyserowanym przez Susanne Bier. 
W 2015 roku, po ukończeniu szkoły aktorskiej Skuespillerskolen w Odense, zadebiutowała w teatrze grając rolę Anny w sztuce Madame de Sade, wystawionej na deskach teatru Betty Nansen. Następnie wystąpiła w sztuce Świętoszek Moliera, wyreżyserowanej przez Milana Peschela. 
We wrześniu i październiku 2016 roku wystąpiła w teatrze Betty Nansen w scenicznej adaptacji Dekalogu Krzysztofa Kieślowskiego, wyreżyserowanym przez Jacoba F. Schokkinga.

## Wykształcenie
W latach 2011–2015 uczęszczała do szkoły aktorskiej Skuespillerskolen w Odense. 

## Nominacje i nagrody
W 2013 otrzymała nagrodę Svendprisen w kategorii: Nowa duńska nadzieja (Nye danske håb).
28 lutego 2013 roku została nominowana do nagrody Roberta w kategorii: Najlepsza aktorka drugoplanowa w filmie Wesele w Sorrento; sam film został nominowany w kategorii: Film roku.
W maju 2016 roku otrzymała nagrodę księcia Henryka, przyznaną jej za talent i działalność artystyczną.

## Życie prywatne
Ma siostrę Carlę. 21 sierpnia 2016 roku wyszła za mąż za Benjamina Katzmanna Hasselfluga. Mają córkę Ellinor (ur. 2014).

## Filmografia[a]
| Rok  | Tytuł polski            | Tytuł oryginalny               | Rola                 | Uwagi                |
| ---- | ----------------------- | ------------------------------ | -------------------- | -------------------- |
| 2002 |                         | Okay                           | Kathrine, córka Nete | film fabularny       |
| 2005 |                         | Far til fire - gi'r aldrig op! | Maj                  | film fabularny       |
| 2006 |                         | Supervoksen                    | ekspedientka         | film fabularny       |
| 2007 | Fighter: kochaj i walcz | Fighter                        | Sofie                | film fabularny       |
| 2010 |                         | Til alle mine venner           | Stine                | film krótkometrażowy |
| 2011 | Swobodne spadanie       | Frid fald                      | kelnerka             | film fabularny       |
| 2012 | Wesele w Sorrento       | Den skaldede frisør            | Astrid               | film fabularny       |
| 2013 |                         | Smølferne 2                    | Stemme               | film fabularny       |
| 2014 |                         | Whole                          | Mira                 | film krótkometrażowy |
| 2014 |                         | Heartless                      | Lærke                | serial telewizyjny   |
| 2015 | Druga szansa            | En chance til                  | dziewczyna w klubie  | film fabularny       |
| 2016 |                         | Den anden verden               | przybrana siostra    | serial telewizyjny   |